# Leucoloma brotheri
Leucoloma brotheri är en bladmossart som beskrevs av Renauld in Levier 1901. Leucoloma brotheri ingår i släktet Leucoloma och familjen Dicranaceae. Inga underarter finns listade i Catalogue of Life.